# غاما-بوتيرولاكتون
غاما-بوتيرولاكتون هي ماده متوافره في العديد من مستحضرات التنظيف المنزلي ،كما كانت تستخدم لعلاج حالات الأرق المستفحلة ،قبل حظرها رسمياً في الولايات المتحدة ،والعديد من الدول الأخرى في العام 1991. والثابت علمياً ان تلك المادة تتوافر بنسب قليله في جسم الإنسان بالمعدل الطبيعي الا انها حين تصنع مخبرياً تصبح شديدة الضرر بالنسبة إلى البشر حيث تؤدي إلى العديد من العوارض الجانبية السلبية مثل الدوار والتقيؤ وضعف وارتخاء العضلات ومشكلات في التنفس وفقدان الوعي مع انعدام القدرة على الحركة وصولا ً إلى اخطر النتائج وهو الموت نتيجة تعاطي تلك المادة خصوصاً إذا كانت ممزوجة مع مواد أخرى مثل الكحول ومواد أخرى مخدره
وإذا كانت هذه المادة مفضله لدى المغتصبين والمعتدين جنسياً فذلك لأنها تمنح الضحية شعوراً مبدئياً بالسعادة والرغبة فالتواصل مع الآخر كما تجعل الضحية تفقد أي إحساس بالتمنع أو الخجل وتفقد القدرة على التركيز.
اما الجرعات الزائدة فتظهر معها عوارض أخرى اشد بروزاً مثل الرغبة بالنوم أو الاستغراق بالنوم العميق وثقل اللسان وانعدام القدرة على النطق السليم والغياب عن الوعي وصولاً إلى الموت، وتذكر المصادر الطبية ان الإنسان الذي يفقد الوعي نتيجة تعاطيه يجب أن ينقل إلى المستشفى مهما تكون أنواع المخاطر المترتبة على ذلك.
وما يزيد من خطورة هذا المخدر انه يشبه الماء فشافيته، بيد ان تذوق القليل منها يكشف حقيقتها مباشره إلا أن المغتصب قد يدسه في الشراب ،، لذا فمن المستحسن عدم قبول أي شراب من شخص لا نعرفه جيداً كما أن تلك المادة تجعل الضحية تفقد التركيز أو تذكر ما حدث لها ولعله الامر الذي حدا 91% من الفتيات اللواتي تعرضن للاغتصاب بهذه الطريقة، عدم الإبلاغ عما حصل لهن لدى الشرطة بسبب عدم توافر التفاصيل اللازمة لتشكيل القضية.